# Юзеф Рейхан
Юзеф (Йосиф) Рейхан (пол. Józef Reichan або Rejchan; 1762, Замостя — 10 травня 1818, Львів) — польський художник, портретист.

## Біографія

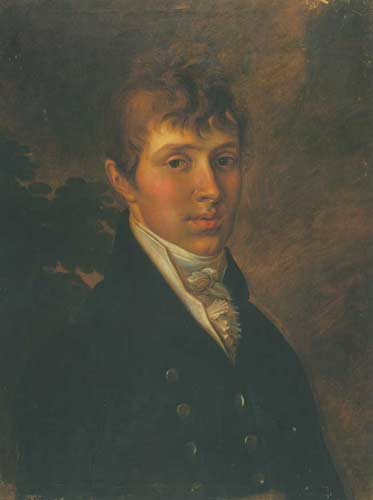
Юзеф Рейхан. Портрет Адама Созанського

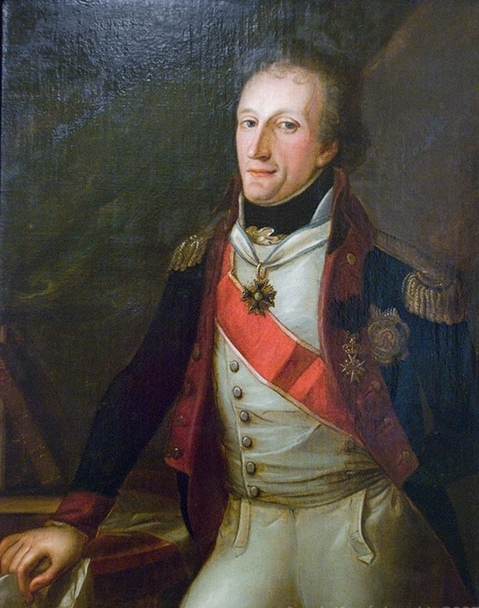
Худ. Рейхан. Чоловічий портрет

Народився в родині вихідця з Саксонії, який оселився в Польщі під час правління Августа III художника Мацея Рейхана, у якого отримав перші уроки живопису.
Продовжив навчання в художній майстерні в Королівському палаці у Варшаві під керівництвом Марчелло Баччареллі.

Учасник повстання Костюшка. В 1794 у служив в артилерії заколотників. Під час боїв при штурмі Варшави отримав важке поранення.

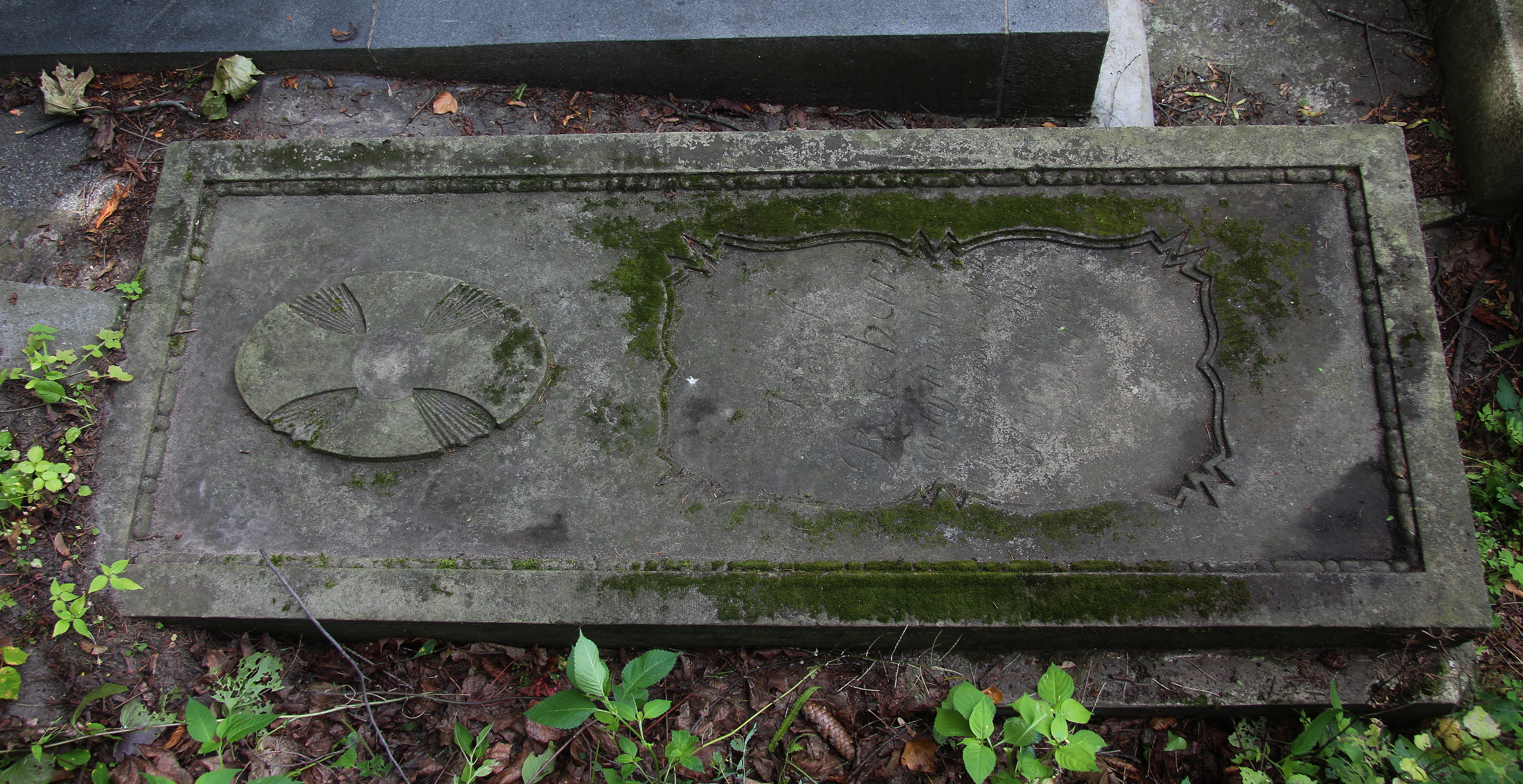
Надгробок на могилі художника

Після придушення повстання перебував на лікуванні в маєток Чорторийських у Пулавах.
В 1798 у Юзеф Рейхан оселився у Львові, де жив і творив до своєї смерті в 1818 році.
Був похований на 8 полі Личаківського кладовища.
Крім портретів, створив ряд картин на релігійну та жанрову тематику.
Нащадками Юзефа були польські художники — син Алоїзій Рейхан і онук Станіслав Рейхан.